# Шилімова Олена Аполлінаріївна
Олена Аполлінаріївна Шилімова (нар. 16 червня 1927, Рокитне) — українська скульпторка; членкиня Спілки радянських художників України з 1962 року.

## Біографія
Народилася 16 червня 1927 року в селі Рокитному (нині селище міського типу Білоцерківського району Київської області, Україна). 1954 року закінчила Львівський інститут прикладного та декоративного мистецтва, де її вчителями зокрема були Іван Севера і Микола Рябінін.
Була членом КПРС. На початку 1980-х стала першою очільницею Черкаської організації Спілки художників України. Живе в Черкасах, в будинку на вулиці Байди Вишневецького № 32, квартира № 24. Дружина скульптора Анатолія Шилімова.

## Творчість
Працювала в галузі станкової та монументальної скульптури. Серед робіт:
пам'ятники
- героям громадянської війни в селі Урді Західноказахстанської області (1956; у співавторстві з Анатолієм Шилімовим);
- героям Чапаєвської дивізії в селі Чапаєві Західноказахстанської області (1957; у співавторстві з Анатолієм Шилімовим);
- погруддя «Карл Маркс» в П'ятимарському радгоспі Західноказахстанської області (1959);

скульптура
- «Василь Чапаєв» (1958);
- «Дівчина з Черкаського народного хору» (1969);
- погруддя Івана Ле (1979);
- «Портрет Галини Буркацької» (1983);
- «Богдан Хмельницький» (1998).

Брала участь у всеукраїнських виставках з 1957 року.